# Devnja
Devnja (in bulgaro Девня?) è un comune bulgaro situato nella regione di Varna di 9 551 abitanti (dati 2009). La sede comunale è nella località omonima.
È un importante centro industriale, attivo nella produzione di cemento e prodotti chimici.

## Località
Il comune è formato dall'insieme delle seguenti località:
- Devnja (sede comunale)
- Kipra
- Padina